# Haverslev Sogn (Rebild Kommune)
 For alternative betydninger, se Haverslev Sogn. (Se også artikler, som begynder med Haverslev Sogn)
Haverslev Sogn er et sogn i Rebild Provsti (Viborg Stift).
Fra 1867 var Haverslev Sogn fra Års Herred anneks til Aarestrup Sogn fra Hornum Herred, begge i Ålborg Amt. Trods annekteringen var Aarestrup en selvstændig sognekommune. Haverslev dannede sognekommune med Brorstrup Sogn og Ravnkilde Sogn, der også hørte til Års Herred. Brorstrup-Ravnkilde-Haverslev sognekommune blev senere delt i to: Brorstrup-Haverslev og Ravnkilde. Ved kommunalreformen i 1970 blev de begge indlemmet i Nørager Kommune, der ved strukturreformen i 2007 indgik i Rebild Kommune.
I Haverslev Sogn findes Haverslev Kirke.
I sognet findes følgende autoriserede stednavne:
- Grøftager (bebyggelse)
- Haverslev (bebyggelse, ejerlav)
- Kragelund (bebyggelse)
- Stausgård (bebyggelse, ejerlav)
- Strandvejen (bebyggelse)
- Vestby (bebyggelse, ejerlav)